# Shawn Redhage
Shawn Redhage, né le 22 octobre 1983 à Lincoln, au Nebraska, est un joueur américain naturalisé australien de basket-ball, évoluant au poste d'ailier fort. 